# Nitrariaceae
Nitrariaceae es una familia de plantas fanerógamas perteneciente al orden Sapindales. La clasificación APG II (2003) ofrece dos opciones: 
- Stricto sensu: 9 especies en un solo género Nitraria
- Lato sensu: 16 especies repartidas en tres géneros Nitraria, Peganum y Tetradiclis

La Angiosperm Phylogeny eligió la segunda opción.

## Características
La familia consiste en arbustos suculentos, a veces espinosos, con hojas caducas o plantas herbáceas, originales de zonas áridas o desiertos salinos, Sahara, desiertos de Asia central y Australia.

## Sinonimia
- Peganaceae, Tetradiclidaceae.